# Ufa-Ariena
Ufa-Ariena (ros. Уфа-Арена) – wielofunkcyjna hala widowiskowo-sportowa z lodowiskiem w rosyjskim mieście Ufa.
Obiekt może pomieścić do 8400 osób. Oficjalne otwarcie hali nastąpiło w sierpniu 2007 roku. Pierwszymi imprezami, które odbyły się na nowym obiekcie były mecze 2007 Super Series w hokeju na lodzie juniorów rozgrywane pomiędzy reprezentacjami Rosji i Kanady. Na obiekcie swoje mecze rozgrywa profesjonalna drużyna hokeja na lodzie Saławat Jułajew Ufa (występująca w rozgrywkach KHL), a także juniorski klub Tołpar Ufa (rozgrywki MHL).
Na przełomie grudnia 2012 i stycznia 2013 roku w hali odbywają się Mistrzostwa Świata Juniorów w Hokeju na Lodzie Elity.

## Linki zewnętrzne

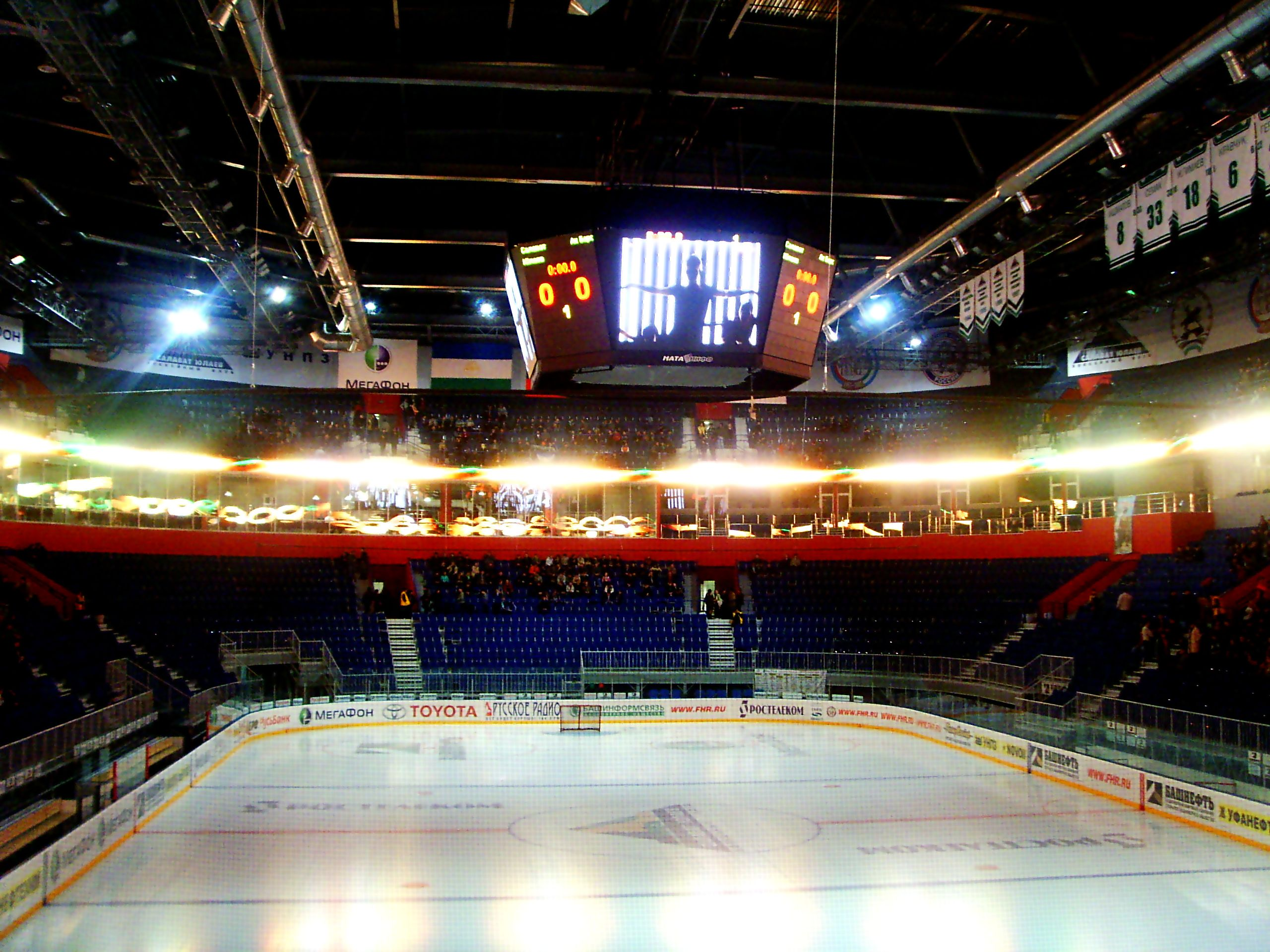
Ufa Arena - widok wewnątrz